# Antistia (Frau des Appius Claudius Pulcher)
Antistia war eine Römerin aus der plebejischen Gens der Antistier. Sie war die Frau von Appius Claudius Pulcher, dem Konsul des Jahres 143 v. Chr., und Schwiegermutter des Tiberius Sempronius Gracchus. Bekannt ist sie aus der antiken Literatur vor allem aus einem bei Plutarch überlieferten Gespräch, in dem sie sich mit ihrem Mann über die arrangierte Ehe ihrer Tochter mit Tiberius Gracchus unterhält, das für das Ansehen des Tiberius in der damaligen Oberschicht und damit auch für seine historische Beurteilung wichtig ist.